# Discretització

Una solució a una equació diferencial parcial discretitzada, obtinguda amb l'mètode d'element finit.

En matemàtiques aplicades, la discretització és el procés de transferir funcions contínues, models, variables i equacions a contraparts discretes. Aquest procés generalment es duu a terme com un primer pas per fer-los adequats per a l'avaluació numèrica i la implementació en ordinadors digitals. La dicotomització és el cas especial de discretització en què el nombre de classes discretes és 2, que pot aproximar una variable contínua com una variable binària (creant una dicotomia per a fins de modelatge, com en la classificació binària).

## Matemàtiques discretes
La discretització també està relacionada amb les matemàtiques discretes, i és un component important de la computació granular. En aquest context, la discretització també pot referir-se a la modificació de la granularitat de la variable o categoria, com quan s'agreguen múltiples variables discretes o es fusionen múltiples categories discretes.
Quan es discretitzen dades contínues, sempre hi ha una certa quantitat d'error de discretització. L'objectiu és reduir la quantitat a un nivell considerat insignificant per als propòsits de modelatge disponibles.
Els termes discretització i quantificació sovint tenen la mateixa denotació, però no sempre són connotacions idèntiques. (Específicament, els dos termes comparteixen un camp semàntic). El mateix passa amb l'error de discretització i l'error de quantificació.
Els mètodes matemàtics relacionats amb la discretització inclouen el mètode d'Euler-Maruyama i la retenció d'ordre zero .

## Discretització de models d'espai d'estat lineal.
La discretització també s'ocupa de la transformació d'equacions diferencials contínues en equacions de diferència discreta, adequades per a la computació numèrica.

## Discretització de característiques contínues
En estadístiques i aprenentatge de màquina, la discretització refereix al procés de convertir variables o característiques contínues a discretes o característiques nominals. Això pot ser útil quan es creen funcions de massa de la probabilitat.:p. 215